# Verbunkos
Verbunkos (in lingua ungherese ˈvɛɾbunkoʃ, ma anche Verbounko, Verbunko, Verbunkas, Werbunkos, Werbunkosch, Verbunkoche) è una danza ungherese del XVIII secolo. Erroneamente, questo genere è stato a volte attribuito agli zingari, perché di solito erano musicisti.
Il nome deriva dal termine della lingua tedesca Werbung, derivato a sua volta dal verbo werben, che significa, in particolare, "arruolarsi". La musica e la danza corrispondente venivano eseguite nel corso del reclutamento militare, che era un evento frequente in quei tempi, da qui il carattere della musica.
Il compositore gitano János Bihari è il più noto scrittore di verbunkos. Rimangono 84 sue composizioni di questo genere di danza. Bihari fu un eccellente violinista e suonò alla corte di Vienna durante l'intero Congresso di Vienna del 1814. Un altro compositore di verbunkos è stato József Kossovits (morto intorno al 1819).
Nella seconda metà del XIX secolo i verbunkos vennero inseriti anche nell'opera. Le opere di maggior successo di Ferenc Erkel, Hunyadi László e Bánk bán furono molto influenzate da questa danza.
Il pezzo di Béla Bartók, Contrasts (1938), un trio per clarinetto, pianoforte e violino in tre movimenti, presenta un primo movimento denominato Verbunkos. Il suo Concerto No. 2 per violino è anch'esso un esempio di stile verbunkos.